# Jeffersonville (Georgia)
Jeffersonville es un pueblo ubicado en el condado de Twiggs en el estado estadounidense de Georgia. En el censo de 2000, su población era de 1.209.

## Demografía
En el 2000 la renta per cápita promedia del hogar era de $25,000, y el ingreso promedio para una familia era de $37,500. El ingreso per cápita para la localidad era de $13,021. Los hombres tenían un ingreso per cápita de $29,722 contra $21,042 para las mujeres.

## Geografía
Jeffersonville se encuentra ubicado en las coordenadas 32°41′2″N 83°20′23″O / 32.68389, -83.33972 (32.683982, -83.339683).
Según la Oficina del Censo, la localidad tiene un área total de 9,5 km² (3,7 mi²), de la cual 9,5 km² (3,7 mi²) es tierra y 0 km² (0 mi²) (0.00%) es agua.